# Sobota (województwo dolnośląskie)
Sobota (niem. Zobten am Bober) – wieś w Polsce położona w województwie dolnośląskim, w powiecie lwóweckim, w gminie Lwówek Śląski, na Pogórzu Kaczawskim w Sudetach.

## Podział administracyjny

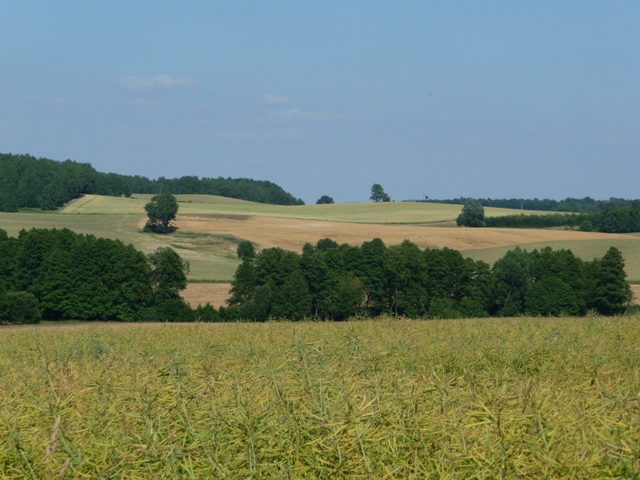
Wieś Sobota

W latach 1945–1954 siedziba gminy Sobota. W latach 1975–1998 miejscowość położona była w województwie jeleniogórskim.

## Nazwa
W kronice łacińskiej Liber fundationis episcopatus Vratislaviensis (pol. Księga uposażeń biskupstwa wrocławskiego) spisanej za czasów biskupa Henryka z Wierzbna w latach 1295–1305 miejscowość wymieniona jest w zlatynizowanej formie Sobeth. Pojawia się też pod nazwami Czobotendorf (1212) i Sobota (1242).

## Historia
Wieś stanowiła własność rodów Ryme (1254), Czettritz (do 1622), Braun (1670), Hochberg (1719), Zedlitz i Nostitz. Dziedzicem Soboty był generał August Ludwig von Nostitz, który spoczął wraz z synem Fryderykiem Wilhelmem w tutejszym mauzoleum. Między 1757 a 1758 większość mieszkańców zmarła w zarazie gorączki gnilnej. 19 sierpnia 1813 w ramach działań wojny francusko-rosyjskiej wojska rosyjskie i francuskie stoczyły bitwę pomiędzy Dębowym Gajem a Sobotą. W Sobocie, w pałacu Nostitzów kwaterował wówczas generał Langeron – dowódca kontyngentu rosyjskiego. 
Po II wojnie światowej na miejsce wysiedlonych Niemców przybyli polscy osadnicy, co miało miejsce na obszarze tzw. . W 1972 w dawnym klasztorze sióstr boromeuszek zamieszkali księżą michalici, którzy rozpoczęli prace duszpasterską w Sobocie i okolicznych wioskach. W 1981 erygowano tu parafię pw, Świętych Apostołów Piotra i Pawła. 

## Ludność
Liczba ludności w latach 1786–2011.

## Zabytki

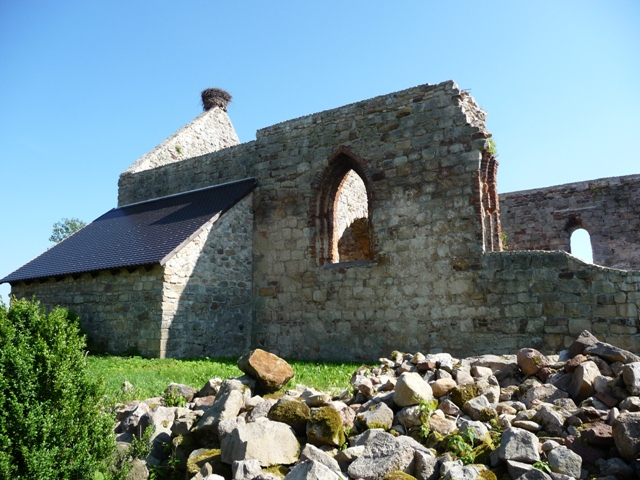
Ruiny kościoła, z XV-XIX w. w Sobocie

Do wojewódzkiego rejestru zabytków wpisane są:
- kościół romański w ruinie, z XIII w., przebudowany w XV-XIX w., zniszczony w 1945 r. w wyniku działań wojennych[9]
  - cmentarz przykościelny
- park, z XVII w., zmiany w drugiej połowie XIX w., park jest pozostałością zespołu pałacowo-parkowego; pałac rozebrano przed 1980 r.
  - kaplica w parku, neogotycka, z 1914 r.

inne zabytki:
- kaplica pw. Podwyższenia Krzyża w domu zakonnym księży michalitów, zbudowanym w 1887 r., użytkowanym do 1945 r. jako szpital i klasztor sióstr boromeuszek[10].

zabytki nieistniejące:
- kościół ewangelicki z 1744 r., wewnątrz posiadał rzeźbiony w drewnie ołtarz i kazalnicę; z obu stron umieszczono dwupiętrowe empory; całość nakryto mansardowym dachem z sygnaturką; w 1844 r. świątynię wyposażono w murowaną wieżę, uszkodzony w 1945 r. został ograbiony i rozebrany[11]
- cmentarz ewangelicki, zrównany buldożerami z ziemią[12].

## Ochrona przyrody
Sobota leży w otulinie Parku Krajobrazowego Doliny Bobru, którego granica biegnie wzdłuż drogi do Dworek (województwo dolnośląskie) i do Górczycy. Od południa, zachodu i północy wieś otacza Specjalny Obszar Ochrony Natura 2000 PLH020054 Ostoja Nad Bobrem. W korycie Bobru odnotowano populację chronionego głowacza białopłetwego. W parku dworskim rośnie pomnikowa leszczyna turecka „Sabina” o obwodzie 260 cm. Przed posesją nr 9 stoi dąb bezszypułkowy „Miś” o obwodzie 416 cm i wysokości 26 m, a kolejny pomnikowy dąb o obwodzie 460 cm znajduje się w widłach rzeki Bóbr i kanału doprowadzającego wodę do młyna w Dębowym Gaju – około 80 m od tamy na Bobrze w otoczeniu innych starych dębów „Mocarzy”.

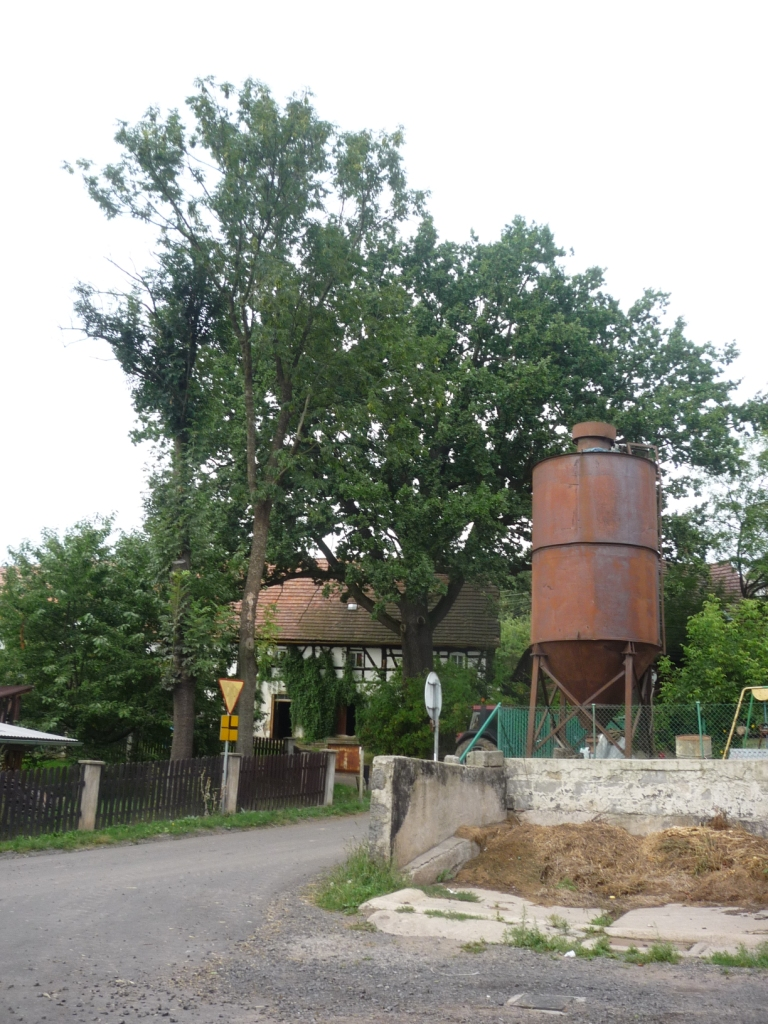
Dąb Miś